# Heterospilus apollo
Heterospilus apollo (лат.) — вид наездников рода Heterospilus из подсемейства Doryctinae семейства бракониды (Braconidae). Встречаются в Центральной Америке: эндемик Коста-Рики.

## Описание
Мелкие перепончатокрылые насекомые, длина 3,0 мм. Голова тёмно-коричневая; ноги в основном коричневые (тазики и вертлуги жёлтые). Жгутик коричневый (состоит из 20 члеников), апикальные 5—7-й флагелломеры белого цвета. Скапус светло-коричневый, без латеральной коричневой полосы.
Мезосома тёмно-коричневая; проплеврон, мезоскутум и низ жёлтые. Первый и второй метасомальные тергиты коричневые, остальные тергиты жёлтые.
Голова в основном гладкая (лоб, вертекс и лицо). Скутум, скутеллюм, мезоскутум и мезоплеврон гладкие.
Расстояние между сложным глазом и простым глазком (оцеллием) более чем в 2,5 раза превышает диаметр бокового простого глазка. Маларное пространство примерно равно 0,25 высоты глаза. Первый тергит брюшка продольно бороздчатый; его длина примерно в 3 раза превышает апикальную ширину. 3-7-й тергиты брюшка гладкие. Яйцеклад в длину равен 75 % длины метасомы. Жилка r переднего крыла короче чем жилка 3RSa. В переднем крыле развита радиомедиальная жилка. Передняя голень с единственным рядом коротких шипиков вдоль переднего края. На задних тазиках ног есть отчётливый антеровентральный базальный выступ, вертекс головы сбоку у глаз нерезко угловатый. Предположительно, как и другие виды рода Heterospilus, паразитируют на жуках или бабочках. Вид был впервые описан в 2013 году американским гименоптерологом Полом Маршем (Paul M. Marsh; Норт-Ньютон, Канзас, США) с группой американских коллег-энтомологов (Wild Alexander L., Whitfield James B.; Иллинойсский университет в Урбане-Шампейне, Эрбана, Иллинойс, США).
Вид Heterospilus apollo был назван в честь древнегреческой бога покровителя наук и муз Аполлона. От близких видов отличается двуцветной грудкой, длинным и узким 1-м метасомальным тергитом и белыми вершинными члениками усика.